# Licence ISC
Pour les articles homonymes, voir ISC.
La licence ISC (de l'anglais « Internet Systems Consortium License ») est une licence de logiciel libre écrite par l'Internet Systems Consortium. Également connue sous le nom licence OpenBSD, elle est compatible avec la licence publique générale GNU.

## Texte de la licence
Voici le texte de la licence (en anglais) qui doit être ajouté en commentaire dans l'entête des fichiers de code source :
```
Copyright (C) <année(s)> <détenteur(s) du droit d'auteur>

Permission to use, copy, modify, and/or distribute this software for any
purpose with or without fee is hereby granted, provided that the above

copyright
 notice and this permission notice appear in all copies.

THE SOFTWARE IS PROVIDED "AS IS" AND THE AUTHOR DISCLAIMS ALL WARRANTIES
WITH REGARD TO THIS SOFTWARE INCLUDING ALL IMPLIED WARRANTIES OF
MERCHANTABILITY AND FITNESS. IN NO EVENT SHALL THE AUTHOR BE LIABLE FOR
ANY SPECIAL, DIRECT, INDIRECT, OR CONSEQUENTIAL DAMAGES OR ANY DAMAGES
WHATSOEVER RESULTING FROM LOSS OF USE, DATA OR PROFITS, WHETHER IN AN ACTION
OF CONTRACT, NEGLIGENCE OR OTHER TORTIOUS ACTION, ARISING OUT OF OR IN
CONNECTION WITH THE USE OR PERFORMANCE OF THIS SOFTWARE.
```